# Draga Ljočić
Draga Ljočić Milošević (Šabac, Principado de Serbia, 22 de febrero de 1855 - Belgrado, Reino de Yugoslavia, 5 de noviembre de 1926) también conocida como Draginja Draga Ljočić, fue una médica serbia, socialista y activista por los derechos de la mujer. Fue la primera mujer serbia en ser aceptada en la universidad de Zúrich, Suiza en 1872 y la primera médica serbia. También fue una destacada figura dentro del movimiento serbio de los derechos de la mujer.

## Biografía
Nació en Šabac, fue la hija menor de Dima y Marija Ljočić, una familia de comerciantes. Sus padres perdieron su propiedad en un juicio promovido por una familia rica, por esta razón decidieron enviar a todos sus hijos a la escuela para que se pudieran independizar. Draga terminó la escuela primaria en su ciudad natal. Su maestra, Persida Pinterović, la reconoció como una persona talentosa y permitió que Draga viviera con ella en Belgrado para que pudiera estudiar en la Escuela Secundaria de Mujeres, la primera institución secundaria para mujeres en Serbia. 
En esa época no era común que las mujeres estudiaran, de hecho la única opción para que las mujeres tuvieran una educación superior era estudiar en la Universidad de Zúrich, el único lugar en Europa que en la década de 1860 les permitía estudiar. Cuando se enteró de que una mujer inglesa se graduó de la Facultad de Medicina, la motivó a intentarlo, ninguna mujer en Serbia se había graduado de medicina.  Como las autoridades no le concedieron una beca, ya que se reservaban para hombres, consiguió una pequeña ayuda del fondo para estudiantes sobresalientes financiada por el comerciante de Šabac, Jevrem Panić. Draga regresó el dinero tras concluir su carrera.
En 1870 se inscribió en la Facultad de Filosofía en la Universidad de Belgrado. Poco después se mudó a Suiza para ingresar a la Facultad de Medicina de Zúrich. Interrumpió sus estudios en 1876, para participar en la guerra serbio-turca como auxiliar médico. Junto con la doctora Maria Fyodorovna Zibold, fueron las primeras oficiales médicas serbias, alcanzando el grado de teniente del servicio médico del Ejército del Principado de Serbia. Draga trataba a los heridos en el Hospital de la Academia Militar y en el Hospital de Svilajnac, participó en la batalla de Šumatovac.
Tras casarse con el periodista Arandjelo Miloševic - Rasa, uno de los fundadores del Partido Radical, mantener su apellido de soltera destacándose por ser la primera mujer en conservarlo después del matrimonio.

## Trayectoria profesional
Después del final de la guerra regresó a Zúrich para completar sus estudios. Logró su objetivo en 1879 y se convirtió en la primera mujer en Serbia en obtener el título de doctora en medicina con la tesis Contribución a la terapia operativa de los fibromas uterinos.
A su regreso a Serbia, se encontró con distintas restricciones. No logró encontrar trabajo en los hospitales estatales y el Ministerio del Interior rechazó su solicitud de licencia de trabajo en varias ocasiones, con varias excusas, una de las cuales fue que su solicitud no podía ser concedida porque las mujeres no servían en el ejército.  A pesar de que en ese momento solo había 79 médicos en Serbia, en su mayoría extranjeros e ignorando por completo el hecho de que Draga Ljočić participó en la guerra y adquirió el rango de teniente.  

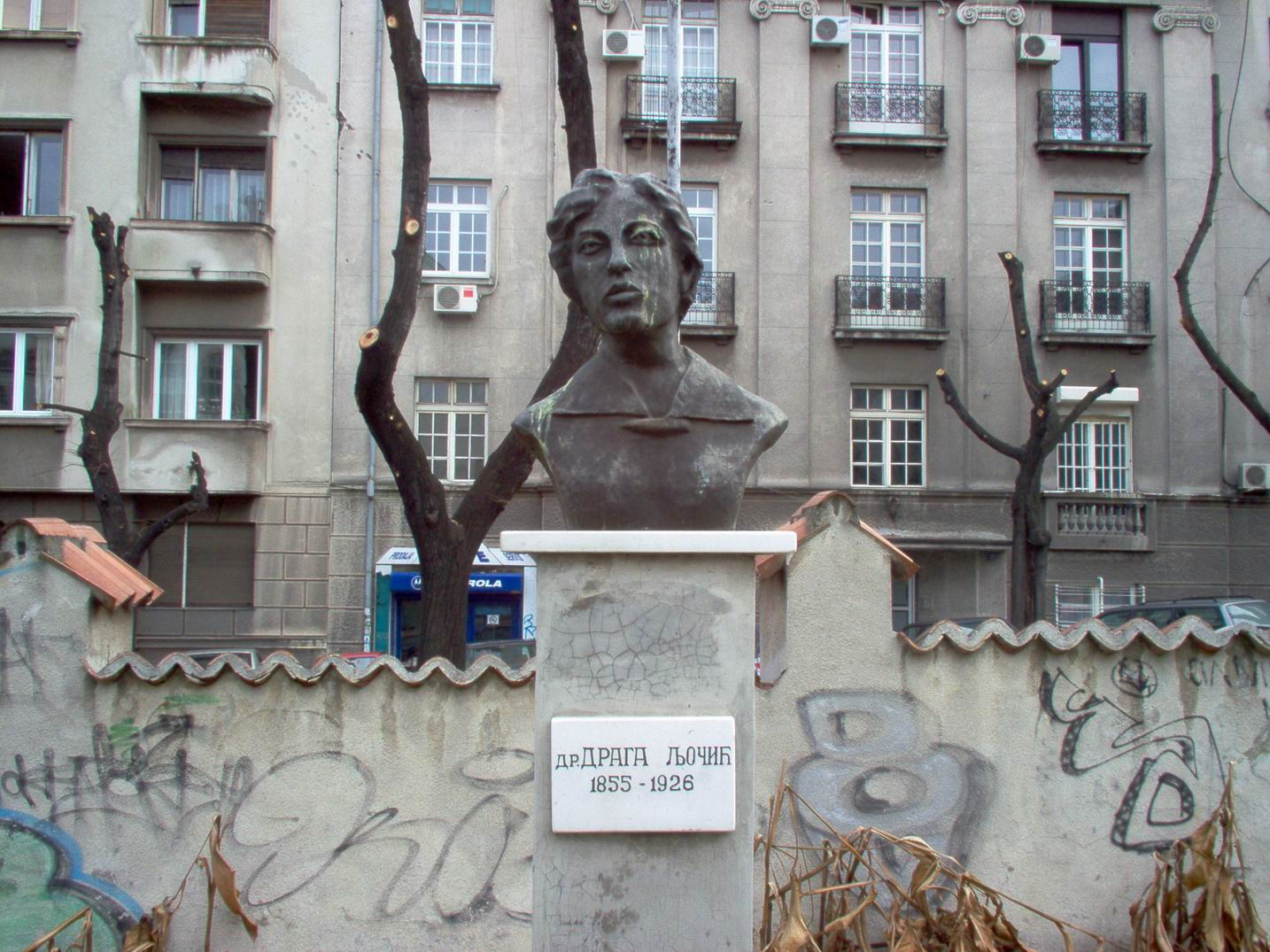
Monumento de la primera doctora en Serbia, Draga Ljočić.

Finalmente, ante la persistente solicitud de Draga Ljočić fue reconocida como médica en 1881.  Después de una urgencia personal de la Princesa Natalija Obrenović, y con el apoyo del Dr. Vladan Đorđević, el Ministerio formó una comisión especial para confirmar su experiencia de anatomía, fisiología, prescripción de medicamentos, ginecología, obstetricia y otras ramas médicas, es decir,  prácticamente de toda la medicina. Después de pasar el examen, la comisión expresó su satisfacción con los conocimientos de la doctora Ljočić y reconoció su diploma, pero el Ministerio solo le dio permiso para iniciar una práctica privada, mientras le impedía trabajar en instituciones de salud estatales. Draga empezó con la práctica privada en Jevremovac para poder trabajar, sin embargo, el número de pacientes fue pequeño, debido a la desconfianza de la sociedad ante la apariencia inusual de una mujer joven que se ocupa de la medicina. En julio de 1882, el nuevo ministro Milutin Garasanin la nombró en el puesto de asistente médico en el Hospital General del Estado, el más grande centro de tratamiento reconocido en Serbia en ese momento.
Durante 1885, en la guerra serbo-búlgara, dado que todos los demás médicos estaban en el frente la discriminación contra las mujeres médicas fue disminuyendo. Draga se quedó para desempeñar funciones como la única médica en tres hospitales de Belgrado: el Hospital General del Estado, el Hospital de Enfermedades Infecciosas y el Hospital de Heridos. Participó en todas las guerras que Serbia libró desde 1876 hasta 1915, como asistente médica. Incluso cuando dirigió hospitales tenía el estatus y el salario de una asistente médica. No ayudó que tuviera el rango militar y sirviera como médica tanto en las Guerras de los Balcanes como en la Primera Guerra Mundial, ya que hasta el final de la Primera Guerra Mundial el servicio de salud en Serbia estuvo bajo la autoridad del Ministerio del Interior. Durante las guerras de los Balcanes, trabajó en la clínica ambulatoria para ciudadanos y pobres, en Belgrado en el hospital del benefactor Nikola Spasić. Tras el estallido de la Primera Guerra Mundial se retiró a Niš, en esa ciudad trabajó con sus hijas en el hospital. Cuando Serbia fue ocupada en 1915, Draga Ljočić y sus tres hijas se trasladaron a Tesalónica, luego a Atenas, Roma y Niza para finalmente llegar a Lausana. A lo largo de la guerra, se dedicó al trabajo humanitario, organizando el envío de paquetes a los prisioneros en campos alemanes y húngaros.
Por su sacrificio en la guerra y la atención médica a soldados y civiles en las guerras de liberación de Serbia durante 1876-1878 y 1912-1918, Draga Ljočić recibió la Orden de San Sava 4ª clase en 1904, y la Medalla de oro por Servicio Diligente en 1913. Debido a su servicio en la guerra, Draga Ljočić fue ascendida a segunda médica, pero con una gran diferencia de derechos en comparación de sus colegas, un salario más bajo (2.000 dinares, mientras que sus colegas recibían 2.500), sin derecho a aumentos periódicos ni derecho a una pensión y con el mismo número de turnos que los hombres (aunque era madre de hijos pequeños). Envió una gran cantidad de cartas quejándose del trato desigual y exigiendo igualdad con sus colegas masculinos. Al final, toda la lucha de Draga Jočić por conseguir un trato igualitario en la función pública terminó con su despido.
Después del final de la guerra regresó al recién establecido Reino de los Serbios, Croatas y Eslovenos, Draga Ljočić finalmente recibió reconocimiento por su trabajo. A la edad de 64 años y con 40 años de trabajo en la profesión, recibió el título de médica real y funcionaria. Se convirtió en la fundadora y primera presidenta de la Asociación de Mujeres Médicas de Belgrado. A finales de 1924, se le reconoció finalmente el derecho a pensión.

## Activismo
Al mismo tiempo que continuaba dedicándose a la práctica médica privada, trabajó a tiempo parcial como médica en la fábrica de tabaco reportando para la Administración de Monopolios, y se dedicó al trabajo humanitario. En Zúrich, las ideas feministas, socialistas y nihilistas se hicieron cercanas a ella. Por ello, se declaró partidaria de la igualdad de la mujer, promoviendo la idea de igualdad y justicia social. Fue una de las primeras sufragistas en Serbia; abogó por qué las mujeres obtuvieran el derecho al voto y mantuvieran los mismos derechos políticos que los hombres.
Fundó la Asociación Materna, que tenía la tarea de reducir la mortalidad infantil y cuidar a los niños abandonados. Esta situación generó controversias y acusaciones de inmoralidad, ya que la mayoría de los niños que cuidaba la asociación eran ilegítimos. Sin embargo, Draga Ljočić logró abrir el Hogar Nahočad, donde trabajó como médica voluntaria. Participó en la fundación de la Unión de Mujeres del Pueblo Serbio y el Círculo de Hermanas Serbias. 
Tradujo del ruso el libro Criando niños pequeños de Maria Manaseina que estaba dedicado a las madres. La doctora Draga se interesada en los avances en ginecología y obstetricia, por lo que también tradujo un artículo de las revistas médicas francesas en la revista Archivos serbios de medicina en 1885.
Participó en la creación de la Sociedad de Mujeres Médicas de Belgrado después de la Primera Guerra Mundial y fue su primera presidenta. Tuvo un papel activo en la recaudación de fondos para la construcción del primer Hospital de Mujeres en Dedinje para mujeres y niños. En la historia de la medicina serbia, se le recuerda como una gran benefactora y como una persona que a menudo trataba a los niños, especialmente a las niñas, de forma gratuita, ya que tenía una idea del estado de salud de las alumnas en las escuelas de mujeres.
Ljočić también abogó por los derechos de las mujeres con educación superior en otras áreas: propuso una ley a la Asamblea que igualaría el estatus de profesoras con profesores.

## Reconocimientos
- Habitación Draga Ljočić en el Hospital de Dedinje. 1855.
- Orden de San Sava 4ª clase. 1904.
- Medalla de oro por Servicio Diligente. 1913.
- Se renombró el Centro de Salud de Šabac, Draga Ljočić. 2016.
- El 22 de febrero de 2016, Google Doodle celebró su 161 cumpleaños.[8]
- La calle Dr. Drage Ljočić se encuentra en Zvezdara, en la frontera de Karaburma y Mirijevo.
- La Asociación de Mujeres Serbias de Suiza lleva su nombre.

## Obra
- Draga Ljočić: Ein Beitrag zur operativen Therapie der Fibromyome des Uterus (Contribución a la terapia operativa de los fibromas uterinos), Zúrich 1878, Dissertation Universität Zürich 1878, 115 Seiten. OCLC 610734169.